# Nati nel 1968/Dicembre
| Questa pagina contiene informazioni ricavate automaticamente dalle voci biografiche con l'ausilio del template Bio e di un bot. L'aggiornamento è periodico e automatico e ricostruisce completamente la pagina. Se manca una persona in questa lista, sei pregato di non aggiungerla, ma accertati piuttosto che la sua voce biografica contenga il template Bio e che i dati anagrafici siano correttamente compilati. Se il template Bio manca, inseriscilo tu stesso o, in alternativa, metti l'avviso {{tmp\|Bio}} che ne segnala la mancanza. Se i dati riportati sono sbagliati, correggi direttamente la voce biografica; le modifiche saranno visibili in questa lista entro pochi giorni. Per chiarimenti vedi il progetto biografie. La lista contiene solo le 273 persone che sono citate nell'enciclopedia e per le quali è stato implementato correttamente il template Bio. Pagina aggiornata al 10 ago 2025. |

- 1º dicembre - Stephan Beckenbauer, allenatore di calcio e calciatore tedesco († 2015)
- 1º dicembre - Fabrizio Brignolo, politico italiano
- 1º dicembre - Beatrice Covassi, diplomatica e politica italiana
- 1º dicembre - Umberto Di Primio, politico italiano
- 1º dicembre - Ruggero Dipaola, regista e produttore cinematografico italiano
- 1º dicembre - Laura Hernández, ex cestista messicana
- 1º dicembre - Anders Holmertz, ex nuotatore svedese
- 1º dicembre - Ekaterina Kardakova, ex cestista russa
- 1º dicembre - Dmytro Komarov, scacchista ucraino
- 1º dicembre - Daire Nolan, danzatore e coreografo irlandese
- 1º dicembre - Julio César Ortegón, ex ciclista su strada colombiano
- 1º dicembre - Antonio Peñalver, ex multiplista spagnolo
- 1º dicembre - Annegret Strauch, ex canottiera tedesca
- 1º dicembre - Jan Thoresen, ex giocatore di curling norvegese
- 2 dicembre - David Batty, dirigente sportivo e ex calciatore inglese
- 2 dicembre - Jiří Dopita, ex hockeista su ghiaccio ceco
- 2 dicembre - Rafael Horzon, scrittore e inventore tedesco
- 2 dicembre - John Ajvide Lindqvist, scrittore svedese
- 2 dicembre - Lucy Liu, attrice e doppiatrice statunitense
- 2 dicembre - Steve Martin, pilota motociclistico australiano
- 2 dicembre - Nate Mendel, bassista statunitense
- 2 dicembre - David Regis, ex calciatore francese
- 2 dicembre - Elna Reinach, ex tennista sudafricana
- 2 dicembre - Rena Sofer, attrice statunitense
- 2 dicembre - Stephen Thompson, ex cestista e allenatore di pallacanestro statunitense
- 2 dicembre - Darko Vukić, ex calciatore croato
- 2 dicembre - Radovan Žerjav, politico e ingegnere sloveno
- 3 dicembre - Asim Ademov, politico bulgaro
- 3 dicembre - Al Barrow, illustratore, bassista e cantante britannico
- 3 dicembre - Isabel Cueto, ex tennista tedesca
- 3 dicembre - John DeBrito, calciatore statunitense († 2020)
- 3 dicembre - Brendan Fraser, attore canadese
- 3 dicembre - Eugenio Gradabosco, attore italiano
- 3 dicembre - Montell Jordan, cantautore e produttore discografico statunitense
- 3 dicembre - Gary Smith, allenatore di calcio e ex calciatore inglese
- 3 dicembre - Nico Wegner, ex rugbista a 15 sudafricano
- 4 dicembre - Mike Barrowman, ex nuotatore statunitense
- 4 dicembre - Britta Bilač, ex altista tedesca
- 4 dicembre - John Fitzgerald, ex calciatore e ex giocatore di calcio a 5 canadese
- 4 dicembre - Armin Kremer, pilota di rally tedesco
- 4 dicembre - Jin'ya Nishikata, ex saltatore con gli sci giapponese
- 5 dicembre - Roberta Capua, conduttrice televisiva e ex modella italiana
- 5 dicembre - Margaret Cho, comica, stilista e attrice statunitense
- 5 dicembre - Nick Dasovic, allenatore di calcio e ex calciatore canadese
- 5 dicembre - Wendi Deng Murdoch, imprenditrice cinese
- 5 dicembre - Yuriko Fuchizaki, doppiatrice giapponese
- 5 dicembre - Vesa Hakala, ex saltatore con gli sci finlandese
- 5 dicembre - Lisa Marie, attrice e modella statunitense
- 5 dicembre - Lydia Millet, scrittrice statunitense
- 5 dicembre - Edmundo Méndez, ex calciatore ecuadoriano
- 5 dicembre - Chris Nahon, regista e sceneggiatore francese
- 5 dicembre - Falilat Ogunkoya, ex velocista nigeriana
- 5 dicembre - Gonzalo Alfredo Ontiveros Vivas, vescovo cattolico venezuelano
- 5 dicembre - Chalermphon Pormsrirot, ex calciatore e ex giocatore di calcio a 5 tailandese
- 5 dicembre - José Luis Sierra, allenatore di calcio e ex calciatore cileno
- 6 dicembre - Sadır Japarov, politico kirghiso
- 6 dicembre - Justin Chadwick, regista e attore britannico
- 6 dicembre - Alvi Justinussen, ex calciatore faroese
- 6 dicembre - Karl Ove Knausgård, scrittore norvegese
- 6 dicembre - Olaf Lubaszenko, attore, regista e doppiatore polacco
- 6 dicembre - Anton Giulio Mancino, scrittore e critico cinematografico italiano
- 6 dicembre - Oliver Masucci, attore tedesco
- 6 dicembre - Eugenia Rycraw, ex cestista statunitense
- 6 dicembre - Hiromi Suzuki, ex maratoneta e mezzofondista giapponese
- 7 dicembre - Santiago Aldama, ex cestista spagnolo
- 7 dicembre - Esra Dermancıoğlu, attrice turca
- 7 dicembre - Irisberto Herrera, scacchista cubano
- 7 dicembre - Filip Naudts, fotografo belga
- 7 dicembre - Pål Anders Ullevålseter, pilota motociclistico norvegese
- 8 dicembre - Saffron Aldridge, modella e attivista britannica
- 8 dicembre - Elena Centemero, politica e dirigente pubblica italiana
- 8 dicembre - Michael Cole, personaggio televisivo statunitense
- 8 dicembre - Elisabetta Franchi, stilista italiana
- 8 dicembre - Marisela González, attrice colombiana
- 8 dicembre - Dīmītrīs Iōannou, ex calciatore cipriota
- 8 dicembre - Sedef Kabaş, giornalista turca
- 8 dicembre - Philippe Katerine, cantante e attore francese
- 8 dicembre - Jurij Maksymov, allenatore di calcio e ex calciatore ucraino
- 8 dicembre - Mike Mussina, ex giocatore di baseball statunitense
- 8 dicembre - Marcelo Ojeda, ex calciatore argentino
- 8 dicembre - Park Ji-young, attrice sudcoreana
- 8 dicembre - Roy Rana, allenatore di pallacanestro canadese
- 8 dicembre - Doriano Romboni, pilota motociclistico italiano († 2013)
- 8 dicembre - Brock Simpson, attore canadese
- 8 dicembre - Jim Williams, ex rugbista a 15 e allenatore di rugby a 15 australiano
- 9 dicembre - Kurt Angle, ex wrestler e ex lottatore statunitense
- 9 dicembre - Brian Bell, chitarrista statunitense
- 9 dicembre - Mikkel Birkegaard, scrittore danese
- 9 dicembre - Carole Force, ex cestista francese
- 9 dicembre - Pedro García Aguado, ex pallanuotista spagnolo
- 9 dicembre - Ivanka Koleva, atleta paralimpica e powerlifter bulgara
- 9 dicembre - Ioan Lupescu, allenatore di calcio e ex calciatore rumeno
- 9 dicembre - Brent Price, ex cestista statunitense
- 10 dicembre - Mark Gantt, attore, regista e produttore cinematografico statunitense
- 10 dicembre - Luciano Inostroza, ex schermidore cileno
- 10 dicembre - Oleg Kazmirchuk, ex calciatore kirghiso
- 10 dicembre - Massimiliano Panizzut, politico italiano
- 10 dicembre - Laurent Sachy, ex calciatore francese
- 10 dicembre - Fernando Scarpa, regista, regista teatrale e attore teatrale italiano
- 11 dicembre - Knut Tore Apeland, ex combinatista nordico norvegese
- 11 dicembre - Sebastiano Barisoni, giornalista e conduttore radiofonico italiano
- 11 dicembre - Mario Brandani, ex calciatore italiano
- 11 dicembre - Emmanuelle Charpentier, biochimica, genetista e microbiologa francese
- 11 dicembre - Monique Garbrecht, ex pattinatrice di velocità su ghiaccio tedesca
- 11 dicembre - Rhonda Lee Quaresma, culturista canadese († 2021)
- 11 dicembre - Fabrizio Ravanelli, dirigente sportivo, allenatore di calcio e ex calciatore italiano
- 12 dicembre - Mykola Balan, generale ucraino
- 12 dicembre - Adrian Barbullushi, ex calciatore albanese
- 12 dicembre - Gilberto D'Ignazio Pulpito, allenatore di calcio e ex calciatore italiano
- 12 dicembre - Francesco De Grandi, pittore italiano
- 12 dicembre - Rodolphe Gilbert, ex tennista francese
- 12 dicembre - Rory Kennedy, attrice, regista e produttrice cinematografica statunitense
- 12 dicembre - Mateusz Kijowski, informatico, giornalista e attivista polacco
- 12 dicembre - Éric Millot, ex pattinatore artistico su ghiaccio francese
- 12 dicembre - Sašo Udovič, ex calciatore sloveno
- 12 dicembre - Tatjana Žyrkova, ex maratoneta e ultramaratoneta russa
- 13 dicembre - Maximo Ibarra, dirigente d'azienda italiano
- 13 dicembre - Vito Intini, ultramaratoneta italiano
- 13 dicembre - Robert Newman, allenatore di calcio e ex calciatore inglese
- 13 dicembre - Morgan Rose, batterista e produttore discografico statunitense
- 13 dicembre - Shaun Stafford, ex tennista statunitense
- 13 dicembre - David Strang, ex mezzofondista britannico
- 14 dicembre - Kelley Armstrong, scrittrice canadese
- 14 dicembre - Gerald Glatzmeyer, calciatore austriaco († 2001)
- 14 dicembre - C.J. Hunter, pesista statunitense († 2021)
- 14 dicembre - Charles Joseph Sampa Kasonde, vescovo cattolico zambiano
- 14 dicembre - Vincenzo Mazzeo, allenatore di calcio e ex calciatore italiano
- 14 dicembre - Gazmend Oketa, politico albanese
- 15 dicembre - Chi Lin, ex cestista taiwanese
- 15 dicembre - Garrett Wang, attore statunitense
- 16 dicembre - 40 Glocc, rapper statunitense
- 16 dicembre - Morten Bakke, ex calciatore norvegese
- 16 dicembre - Luisella Costamagna, giornalista, autrice televisiva e conduttrice televisiva italiana
- 16 dicembre - Peter Dante, attore e comico statunitense
- 16 dicembre - Roy Fisher, ex cestista statunitense
- 16 dicembre - Giovanna Frene, poetessa italiana
- 16 dicembre - Rui Gregório, allenatore di calcio e ex calciatore portoghese
- 16 dicembre - Lalah Hathaway, cantautrice e musicista statunitense
- 16 dicembre - Ildikó Manasses, ex cestista rumena
- 16 dicembre - Florence Masnada, ex sciatrice alpina francese
- 16 dicembre - Alex Nwora, allenatore di pallacanestro nigeriano
- 17 dicembre - Giampiero Giulietti, politico italiano
- 17 dicembre - Claudio Suárez, ex calciatore messicano
- 17 dicembre - Paul Tracy, pilota automobilistico canadese
- 18 dicembre - Mario Basler, allenatore di calcio e ex calciatore tedesco
- 18 dicembre - Magalys Carvajal, ex pallavolista cubana
- 18 dicembre - Mark Cooper, allenatore di calcio e ex calciatore inglese
- 18 dicembre - Tiziano De Patre, dirigente sportivo, allenatore di calcio e ex calciatore italiano
- 18 dicembre - MuMs da Schemer, poeta e attore statunitense († 2021)
- 18 dicembre - Gero Hütter, ematologo tedesco
- 18 dicembre - Marcelo Martelotte, allenatore di calcio e ex calciatore brasiliano
- 18 dicembre - Riccardo Pittis, ex cestista italiano
- 18 dicembre - Alejandro Sanz, musicista e cantautore spagnolo
- 18 dicembre - Casper Van Dien, attore statunitense
- 18 dicembre - Vital' Zacharaŭ, ex schermidore bielorusso
- 19 dicembre - Fahad Al Kuwari, ex calciatore qatariota
- 19 dicembre - Jean-Claude Cassini, fumettista francese († 2023)
- 19 dicembre - Claudio Clementi, allenatore di calcio e ex calciatore italiano
- 19 dicembre - Marcial Di Fonzo Bo, attore argentino
- 19 dicembre - Remo Lederer, ex saltatore con gli sci tedesco
- 19 dicembre - Ken Marino, attore e sceneggiatore statunitense
- 19 dicembre - Elvis Nolasco, attore statunitense
- 19 dicembre - Julija Pajevs'ka, attivista e atleta ucraina
- 19 dicembre - Antonio Rossi, politico e ex canoista italiano
- 19 dicembre - Derek Webster, attore statunitense
- 20 dicembre - Joe Cornish, comico, regista e conduttore radiofonico inglese
- 20 dicembre - Nadia Farès, attrice e modella francese
- 20 dicembre - Doina Ignat, ex canottiera rumena
- 20 dicembre - Japhet Kosgei, ex maratoneta keniota
- 20 dicembre - Karel Krejčí, ex calciatore e allenatore di calcio ceco
- 20 dicembre - Oleg Kutscherenko, ex lottatore ucraino
- 20 dicembre - Eduardo Sánchez, regista statunitense
- 20 dicembre - Karl Wendlinger, ex pilota automobilistico austriaco
- 20 dicembre - Codrin Ștefănescu, politico rumeno
- 21 dicembre - Mauro Bettin, ex ciclista su strada e mountain biker italiano
- 21 dicembre - Lumi Cavazos, attrice messicana
- 21 dicembre - Khrystyne Haje, attrice statunitense
- 21 dicembre - Mark Kerr, artista marziale misto statunitense
- 21 dicembre - Irene Lamedica, cantante, disc jockey e conduttrice radiofonica italiana
- 21 dicembre - Anthony Lynn, ex giocatore di football americano e allenatore di football americano statunitense
- 21 dicembre - Vanessa Marquez, attrice statunitense († 2018)
- 21 dicembre - Sigifredo Mercado, ex calciatore messicano
- 21 dicembre - Eleonora Ponzoni, scenografa italiana
- 21 dicembre - Manuel Regueiro, attore e cantante spagnolo
- 22 dicembre - Lauralee Bell, attrice statunitense
- 22 dicembre - Eniko-Tounte Enyedi, ex cestista rumena
- 22 dicembre - Andrea Giordano, ex calciatore italiano
- 22 dicembre - Luis Hernández, ex calciatore messicano
- 22 dicembre - Svetlana Kapanina, aviatrice russa
- 22 dicembre - Lori McKenna, cantautrice statunitense
- 22 dicembre - Dina Meyer, attrice statunitense
- 22 dicembre - Francesco Moriconi, fumettista e saggista italiano
- 23 dicembre - Louise Bours, politica britannica
- 23 dicembre - Angela Jones, attrice statunitense
- 23 dicembre - Gai Mattiolo, stilista italiano
- 23 dicembre - Zoran Mijucić, calciatore serbo († 2009)
- 23 dicembre - Manuel Rivera-Ortiz, fotografo statunitense
- 23 dicembre - Sandra Roelofs, diplomatica e attivista olandese
- 23 dicembre - Ol'ga Şişigina, ex ostacolista kazaka
- 23 dicembre - René Tretschok, ex calciatore tedesco
- 24 dicembre - Doyle Bramhall II, chitarrista, cantante e compositore statunitense
- 24 dicembre - Choi Jin-sil, attrice e modella sudcoreana († 2008)
- 24 dicembre - Xavier Daufresne, ex tennista belga
- 24 dicembre - Francantonio Genovese, politico italiano
- 24 dicembre - Jamie Hince, chitarrista, batterista e cantante britannico
- 24 dicembre - Simon P. Keefe, musicologo britannico
- 24 dicembre - Kevin Lynch, ex cestista statunitense
- 24 dicembre - Astrid Strauß, ex nuotatrice tedesca
- 25 dicembre - Helena Christensen, supermodella danese
- 25 dicembre - Jim Dowd, ex hockeista su ghiaccio statunitense
- 25 dicembre - Klea Scott, attrice statunitense
- 25 dicembre - Guy Tapoko, ex calciatore camerunese
- 25 dicembre - Andrew Tucker, ex calciatore sudafricano
- 26 dicembre - Tali Belafonte, ex cestista israeliana
- 26 dicembre - Elisabetta Fanton, ex pistard e ciclista su strada italiana
- 26 dicembre - Phineas I. Godwinn, ex wrestler statunitense
- 26 dicembre - Byron Howard, regista e animatore statunitense
- 26 dicembre - Bill Lawrence, sceneggiatore, regista e produttore televisivo statunitense
- 26 dicembre - Stefano Loparco, scrittore e saggista italiano
- 26 dicembre - Mauro Repetto, paroliere italiano
- 26 dicembre - Sérgio João, ex calciatore brasiliano
- 26 dicembre - Stefano Veneruso, regista, sceneggiatore e produttore cinematografico italiano
- 27 dicembre - Scott Ainslie, politico britannico
- 27 dicembre - Luigi Bruschelli, fantino italiano
- 27 dicembre - Giancarlo Filippini, dirigente sportivo e ex calciatore italiano
- 27 dicembre - Ljubomir Geraskov, ex ginnasta bulgaro
- 27 dicembre - Davit Iškhanyan, politico karabakho
- 27 dicembre - Rob Moore, allenatore di football americano e ex giocatore di football americano statunitense
- 27 dicembre - Francesca Nunzi, attrice italiana
- 27 dicembre - Massimo Rastelli, allenatore di calcio e ex calciatore italiano
- 28 dicembre - Lior Ashkenazi, attore israeliano
- 28 dicembre - David Barrera, attore statunitense
- 28 dicembre - Malcolm Gets, attore statunitense
- 28 dicembre - Akihiko Hoshide, ingegnere e astronauta giapponese
- 28 dicembre - Axel Jang, ex bobbista tedesco
- 28 dicembre - Laurence Modaine-Cessac, ex schermitrice francese
- 28 dicembre - Brian Steen Nielsen, dirigente sportivo e ex calciatore danese
- 28 dicembre - Mike Orlando, chitarrista statunitense
- 28 dicembre - Andrew Páez, ex calciatore venezuelano
- 28 dicembre - Massimo Parisi, dirigente pubblico italiano
- 28 dicembre - José Luis Santamaría, ex ciclista su strada spagnolo
- 28 dicembre - Jole Santelli, politica italiana († 2020)
- 28 dicembre - Michael Hopkins, ex astronauta statunitense
- 29 dicembre - Roberto Cevoli, allenatore di calcio e ex calciatore italiano
- 29 dicembre - Peter Dzúrik, calciatore slovacco († 2010)
- 29 dicembre - Albert Evans, ballerino e coreografo statunitense († 2015)
- 29 dicembre - Stefano Ferronato, giocatore di curling italiano
- 29 dicembre - Félix García Casas, dirigente sportivo e ex ciclista su strada spagnolo
- 29 dicembre - Alessandro Gramigni, pilota motociclistico italiano
- 29 dicembre - Li Bun-hui, ex tennistavolista nordcoreana
- 29 dicembre - Georges Lignon, ex calciatore ivoriano
- 29 dicembre - Sadat X, rapper statunitense
- 29 dicembre - Carlo Ponti, direttore d'orchestra italiano
- 29 dicembre - Peter Runggaldier, ex sciatore alpino italiano
- 30 dicembre - Sabeer Bhatia, informatico indiano
- 30 dicembre - Bryan Burk, produttore televisivo e produttore cinematografico statunitense
- 30 dicembre - Diego Díaz Garrido, ex calciatore spagnolo
- 30 dicembre - Sandra Glover, ex ostacolista statunitense
- 30 dicembre - Fabrice Guy, ex combinatista nordico francese
- 30 dicembre - Sean Higgins, ex cestista e allenatore di pallacanestro statunitense
- 30 dicembre - Alexander Huber, arrampicatore e alpinista tedesco
- 30 dicembre - Stefano Rega, vescovo cattolico italiano
- 30 dicembre - Da Hool, disc jockey e produttore discografico tedesco
- 30 dicembre - Andrew Trim, ex canoista australiano
- 31 dicembre - Stefano Bianconi, allenatore di calcio e ex calciatore italiano
- 31 dicembre - Mia Cottet, attrice statunitense
- 31 dicembre - Junot Díaz, scrittore dominicano
- 31 dicembre - Dariusz Kałuża, ex giocatore di calcio a 5 polacco
- 31 dicembre - Ricardo Lopes, ex calciatore angolano
- 31 dicembre - Javier Pérez, artista e scultore spagnolo
- 31 dicembre - Claudio Romo, illustratore cileno
- 31 dicembre - Jean-Stéphane Sauvaire, regista francese
- 31 dicembre - Luciano Szafir, attore e modello brasiliano